# Holger Begtrup

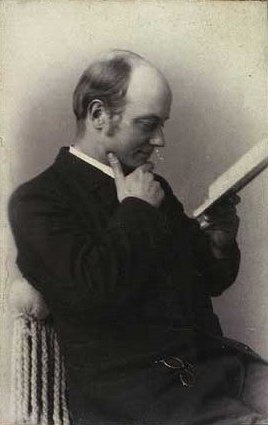
Holger Begtrup, cirka 1910.

Holger Christian Begtrup, född 1859 och död 5 maj 1937, var en dansk teolog och folkhögskoleman.
Begtrup var lärare vid folkhögskolan i Askov, och grundade 1895 Frederiksborgs folkhögskola, som under hans ledning blev en av de största i Danmark. Begtrup, som var en framstående folktalare och flitig författare, ägnade sin verksamhet främst till att fullfölja grundtvigska tankelinjer. Av hans arbeten märks: C. Berg, en dansk Politikers Udviklingshistorie (1896), Det danske Folks Historie i det 19:e Aarhundrede (4 band, 1909-14). Han utgav även Grundtvigs udvalgte Skrifter (10 band, 1904-09) och tidskriften Den danske Höjskole (1901-04). En självbiografi över Begtrup utkom 1929.